# Charles Yohane
Charles Yohane (ur. 26 sierpnia 1973, zm. 12 lutego 2022) – zimbabwejski piłkarz grający na pozycji obrońcy.

## Kariera klubowa
Karierę piłkarską Yohane rozpoczął w mieście Fire Batteries Chitungwiza. W 1992 roku zadebiutował w jego barwach w zimbabwejskiej Premier League. W 1993 roku odszedł do African Wanderers, klubu z Republiki Południowej Afryki. W 1995 roku wrócił do Fire Batteries, a w 1996 roku grał w AmaZulu Bulawayo.
W 1997 roku Yohane znów grał w południowoafrykańskim klubie, tym razem w Wits University z Johannesburga. W 2003 roku zajął z nim 3. miejsce w Premier Soccer League, a w 2004 roku – 4. W 2005 roku spadł z Wits do Mvela League i grał w niej przez sezon. Po awansie Wits odszedł do drugoligowego FC AK Roodeport.
| Sezon   | Klub                       | Kraj              | Rozgrywki                 | Mecze | Bramki |
| ------- | -------------------------- | ----------------- | ------------------------- | ----- | ------ |
| 1992    | Fire Batteries Chitungwiza | Zimbabwe          | Premier League            | 20    | 10     |
| 1993    | Fire Batteries Chitungwiza | Zimbabwe          | Premier League            | 31    | 6      |
| 1994    | African Wanderers          | Południowa Afryka | Natal/Eastern Cape Stream | 13    | 2      |
| 1995    | Fire Batteries Chitungwiza | Zimbabwe          | Premier League            | 22    | 8      |
| 1996    | AmaZulu Bulawayo           | Zimbabwe          | Premier League            | 28    | 3      |
| 1997/98 | Wits University            | Południowa Afryka | Premier League            | 25    | 1      |
| 1998/99 | Wits University            | Południowa Afryka | Premier League            | 20    | 4      |
| 1999/00 | Wits University            | Południowa Afryka | Premier League            | 34    | 5      |
| 2000/01 | Wits University            | Południowa Afryka | Premier League            | 30    | 7      |
| 2001/02 | Wits University            | Południowa Afryka | Premier League            | 34    | 6      |
| 2002/03 | Wits University            | Południowa Afryka | Premier League            | 29    | 6      |
| 2003/04 | Wits University            | Południowa Afryka | Premier League            | 38    | 6      |
| 2004/05 | Wits University            | Południowa Afryka | Premier League            | 28    | 6      |
| 2005/06 | Wits University            | Południowa Afryka | Mvela League              | 30    | 3      |
| 2006/07 | FC AK Roodeport            | Południowa Afryka | Mvela League              | ?     | ?      |
| 2007/08 | FC AK Roodeport            | Południowa Afryka | Mvela League              | ?     | ?      |

## Kariera reprezentacyjna
W reprezentacji Zimbabwe Yohane zadebiutował w 1996 roku. W 2004 roku podczas Pucharu Narodów Afryki 2004 wystąpił w 3 spotkaniach: z Egiptem (1:2), z Kamerunem (3:5) i z Algierią (2:1). W 2006 roku zagrał w jednym spotkaniu Pucharu Narodów Afryki 2006, z Nigerią (0:2).

## Śmierć
14 lutego 2022 jego zwłoki zostały znalezione w Soweto. Prawdopodobnie został zamordowany w trakcie napadu rabunkowego.